# Noel Navarro
Noel Navarro (Manacas, de Las Villas, 30 de diciembre de 1931 - 12 de agosto de 2003) fue un periodista cubano, narrador de novelas y cuentos y escritor de ensayos. 

## Biografía

### Formación
Cursó la educación primaria en la Escuela Normal de Holguín (Oriente); la secundaria, en el Instituto de Segunda Enseñanza de Santa Clara.  

### Participación en el movimiento revolucionario
Tras acabar la formación secundaria, se mudó a Camagüey, y allí ayudó en el Movimiento Revolucionario 26 de Julio, que se oponía al régimen de Fulgencio Batista. Noel Navarro era uno de los escritores que seguían a Rolando Escardó.

### Trayectoria laboral
Caído Batista y ya en tiempo de la Revolución, trabajó en el Instituto Nacional de Reforma Agraria. 
En 1960, participó en el Encuentro de Poetas y Artistas que se celebró en Camagüey. 
El año siguiente, 1961, acudió al Congreso de Escritores y Artistas de Cuba que tuvo lugar en La Habana.
En 1968 tomó parte en el 150.º aniversario de Baguiv (de la provincia de Taskent, del Uzbekistán, entonces parte de la Unión Soviética).
Fue miembro de la Unión de Escritores y Artistas de Cuba (UNEAC).
Como periodista, dirigió la revista Culturales y trabajó para las siguientes publicaciones: 
- Casa de las Américas

- Con la Guardia en Alto

- Cuba

- Diario Libre

- La Gaceta de Cuba

- Granma

- Hoy, y su suplemento Hoy Domingo

- Juventud Rebelde

- La Mujer Soviética (Unión Soviética)

- Mujeres

- El Mundo (Unión Soviética)

- Prensa Libre

- Pueblo y Cultura

- Revolución y su suplemento literario Lunes de Revolución

- Romances

- La Tarde

- Unión

- Vanidades

Fue miembro del Departamento de Relaciones Internacionales del Consejo Nacional de Cultura. 
Prestó sus servicios como especialista en la Dirección de Literatura del Instituto Cubano del Libro, a la que asistió hasta su retiro..

## Obras
- Los días de nuestra angustia, La Habana, Ediciones R., 1962.
- Los caminos de la noche (Novela), La Habana, Ediciones Granma, 1967.
- De “El principio y el fin”, Casa de las Américas, La Habana, no. VII(40) (ene.-feb., 1967), pp. 67-71.
- “Algo más sobre Al filo del agua de Agustín Yáñez”, Casa de las Américas, La Habana, no. VIII(45) (nov.-dic., 1967), pp. 172-174.
- El plano inclinado, La Habana, Instituto del Libro, 1968.
- Zona de silencio, La Habana, UNEAC, 1971.
- La huella del pulgar. Nota de Poli Délano. Diseño de Alfredo Rostgaard, La Habana, Ediciones Casa de las Américas, 1972.
- Cambio de máscara / Poli Délano. Notas de Noel Navarro. Diseño de Umberto Peña, La Habana, Casa de las Américas, 1973. Premio Casa de las Américas. Cuento. 1973.
- Donde cae la luna, Arte y Literatura, La Habana, 1977.
- El Retrato, Letras Cubanas, La Habana, 1978.
- Última campaña de un elegido, UNEAC, La Habana, 1979.
- Brillo de sol sobre el acero, Letras Cubanas, 1981.
- Techo y sepultura, Letras Cubanas, 1984.
- El Círculo de fuego, La Habana, Letras Cubanas, 1986.

## Menciones y premios
- 1961: Los días de nuestra angustia. Premio de Ediciones R.

- 1967: Los caminos de la noche. Premio de Ediciones Granma.
  - El plano inclinado. Mención de la UNEAC.

- 1968: Premio de la Editorial Cenit en el Ateneo de Gijón.

- 1969: El sol sobre la piedra. Mención de la UNEAC.

- 1970: Vida de Marcial Ponce. Mención en el concurso 26 de julio.
  - Zona de silencio. Mención de la UNEAC.

- 1972: La huella del pulgar (libro de cuentos). Premio del concurso Casa de las Américas.

- 1992: El asedio. Premio Príncipe de Asturias en el género novela.

- El sol de mediodía: Premio Andalucía de Novela.